# Distichophyllum mniifolium
Distichophyllum mniifolium là một loài Rêu trong họ Hookeriaceae. Loài này được (Hornsch.) Sim mô tả khoa học đầu tiên năm 1926.